# Milagro Navas
Zoila Milagro Navas Quintanilla (Antiguo Cuscatlán, La Libertad, 22 de julio de 1952), más conocida como Milagro Navas, es una política, municipalista y publicista salvadoreña, actualmente alcaldesa del municipio de La Libertad Este desde 2024 por el partido Alianza Republicana Nacionalista. Anteriormente, se desempeñó como alcaldesa de Antiguo Cuscatlán desde 1988 hasta 2024, lo que la convierte en la alcaldesa con más años de servicio en la historia de El Salvador.

## Biografía
Nació en Antiguo Cuscatlán del departamento de La Libertad, el 22 de julio de 1952. Hija de don Héctor Navas y doña Esperanza Herrera creció y pasó su infancia en Antiguo Cuscatlan y esporádicamente en Suchitoto. Realizó sus estudios primarios en el Instituto Hermanas Somascas. Se graduó de bachillerato en el colegio Nuestra Señora de Fátima. Y finalmente estudió Relaciones Públicas y Publicidad en la Universidad Nueva San Salvador.
En el año 2003 asistió a la Universidad Dr. José Simeón Cañas, donde obtuvo un diplomado en análisis de instituciones políticas. Posteriormente, en 2006, obtuvo el Diplomado Mujeres Líderes Políticas, entregado como parte del Programa de las Naciones Unidas para el Desarrollo (PNUD).
Antes de dedicarse a la política se desempeñó laborando para la banca de El Salvador además de ejercer su profesión en la Agencia de Publicidad Modern Noble. Y en 1987 se unió al partido político Alianza Republicana Nacionalista, a petición del entonces líder del partido entra a suplir al anterior candidato por Antiguo Cuscatlan quien había renunciado a la candidatura posteriormente alzándose como ganadora de las elecciones de Antiguo Cuscatlán en 1988 en contra de la entonces alcaldesa Ángela Reinosa, convirtiéndose en la última alcaldesa de esa ciudad como municipio. Milagro Navas ha ganado las elecciones en doce periodos consecutivos, y sigue siendo alcaldesa de la ciudad en la actualidad bajo la alcaldía del nuevo municipio de La Libertad Este.
En 2016, contrajo matrimonio con el americano-nicaragüense Alberto Quintanilla.

## Carrera política
Desde 1988 hasta la actualidad, Navas ejerció el cargo de alcaldesa de la ciudad de Antiguo Cuscatlán hasta abril de 2024, por el partido Alianza Republicana Nacionalista, sucediéndose ella misma en el cargo de alcalde por el del nuevo municipio de La Libertad Este desde el 1 de mayo de 2024 a la actualidad. Navas no siendo la primera opción del partido en su elección 1988 afrontó el liderazgo de su primera campaña en 1988, candidatura que asume en plena guerra civil donde las autoridades municipales y candidatos eran amenazados por la entonces guerrilla en su intento de desestabilización del gobierno. En su mandato desde 1988 Navas acompañada por sus concejos municipales ha promovido la recuperación de espacios públicos para devolvérselos a la ciudadanía y ha promovido distintas políticas públicas para el fomento de la inversión privada y el acompañamiento del gobierno central para llevar el bienestar a los ciudadanos del entonces municipio de Antiguo Cuscaltán y de La Libertad Este, siendo la municipalidad de La Libertad Este una de las mayores recaudadoras de tasas e impuestos municipales a nivel del país. En 2024 y compitiendo contra la candidata del partido oficialista Michelle Sol consolida su liderazgo ganando la elección por un margen de 60% del electorado ahora integrando al distrito de Antiguo Cuscatlan con los ahora distritos de Nuevo Cuscatlan, Huizucar, San José Villanueva y Zaragoza, anteriormente gobernados por los partidos Nuevas Ideas y el Partido de Conciliación Nacional.
En abril de 2019, la alcaldía de Antiguo Cuscatlán entregó al centro escolar Walter Thilo Deininger de ese mismo municipio, 800 pupitres nuevos, en conjunto con la Asociación de Empresarios y Vecinos de la Laguna (Asevilla). En el proyecto se invirtieron alrededor de $31,400.
En febrero de 2018 fue cuestionada porque el concejo municipal adjudicó más de $3 millones en un periodo de seis años a Mario Alberto Miranda Fonseca, propietario de una estación de servicio del municipio, ya que los demás participantes en las licitaciones y concursos municipales de compras de combustibles no calificaban por diversos motivos.
Desde 2024 siendo alcaldesa de La Libertad Este desempeña el cargo afrontando los retos que conlleva la Ley de Reestructuración municipal en El Salvador.  

## COMURES
Fue presidenta de la Corporación de Municipalidades de la República de El Salvador (COMURES), desempeñando tareas de representación al sector municipal, mediando frente al gobierno central y organismos internacionales representando al sector multipartidario de municipalidades del país, en 2008 durante su liderazgo fueron cuestionados ella y 18 alcaldes pertenecientes a la entonces corporación por Corte de Cuentas debido al gasto de $1.1 millones sin justificar.Navas fue reelegida como presidenta de la corporación hasta el 2021.
En mayo de 2019, Navas firmó un acuerdo de colaboración entre COMURES y el Alto Comisionado de Naciones Unidas para los Refugiados en El Salvador (ACNUR) para fomentar el desarrollo económico, social y cultural.

## Historial electoral
Solo se encuentran datos electorales a partir de 2012.
|  | 74.34 % |

|  | 76.05 % |

|  | 75.29 % |

|  | 67.07 % |

|  | 67.11 % |